# کوپچ
کوپچ، روستایی در دهستان لاشار جنوبی بخش پیپ شهرستان لاشار در استان سیستان و بلوچستان ایران است. این روستا، مرکز دهستان لاشار جنوبی است.
کوپچ از قطب‌های سوزن‌دوزی در بلوچستان است.

## جمعیت
بر پایه سرشماری عمومی نفوس و مسکن در سال ۱۳۹۵، جمعیت این روستا برابر با ۱٬۷۵۷ نفر (۵۱۴ خانوار) بوده‌است.

## نگارخانه

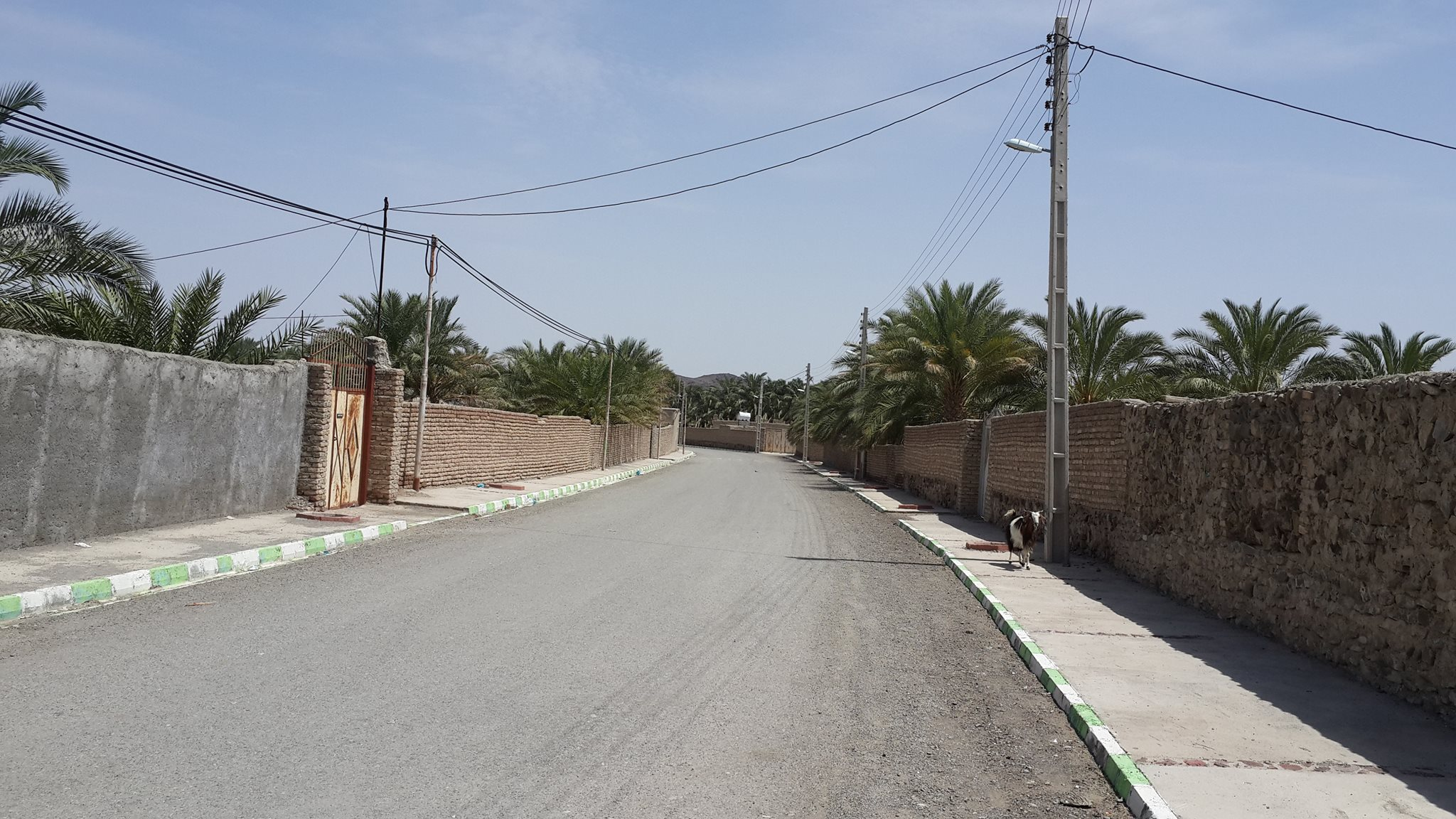
منظرهٔ بهسازی کوپچ
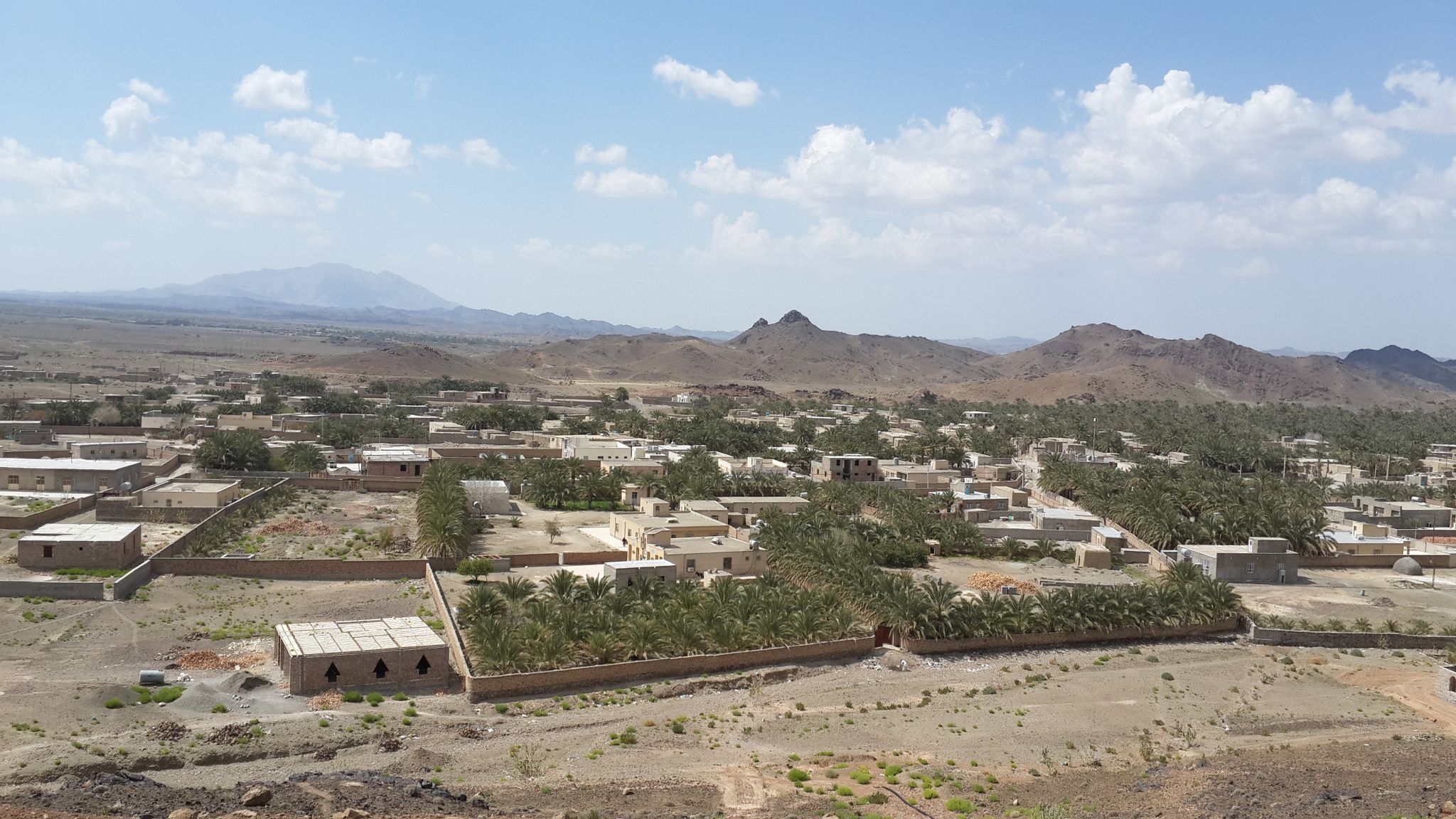
منظرهٔ کوپچ از کوه پیزوهک
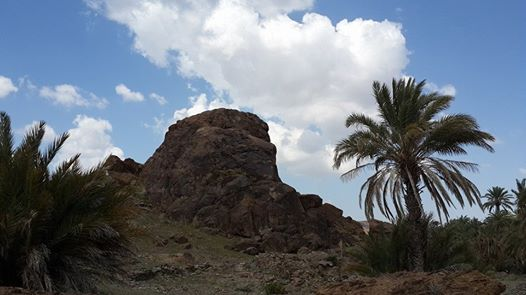
منظرهٔ کوپچ از کوه کلاتک
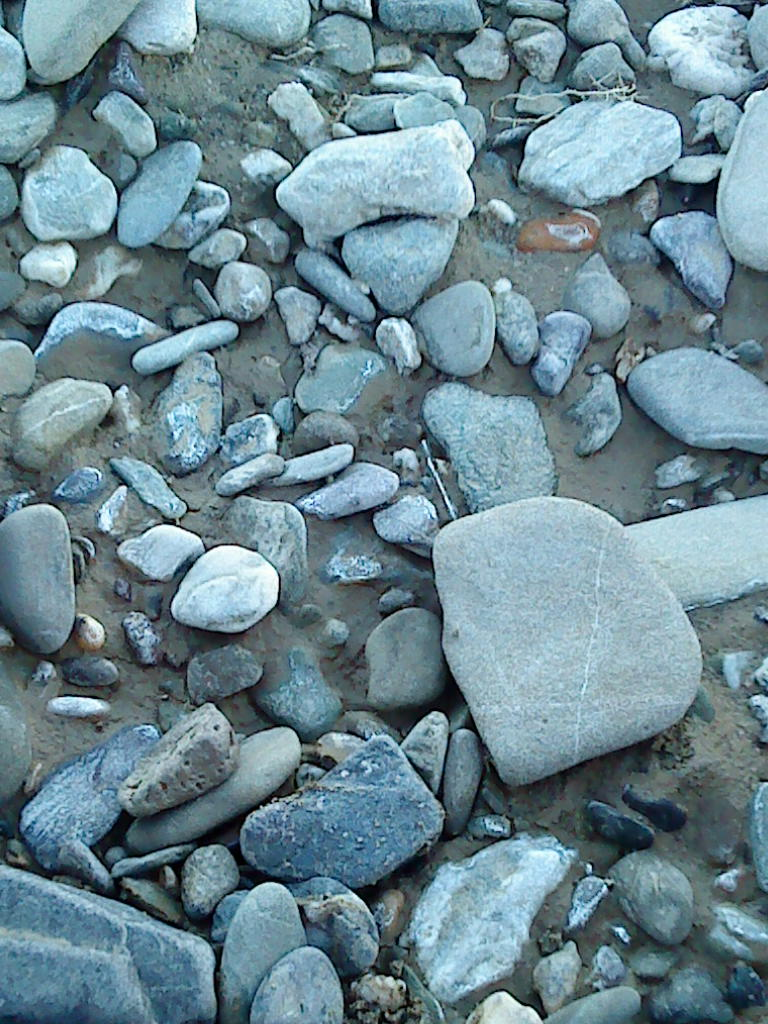
منظرهٔ سنگ نگاره رودخانه
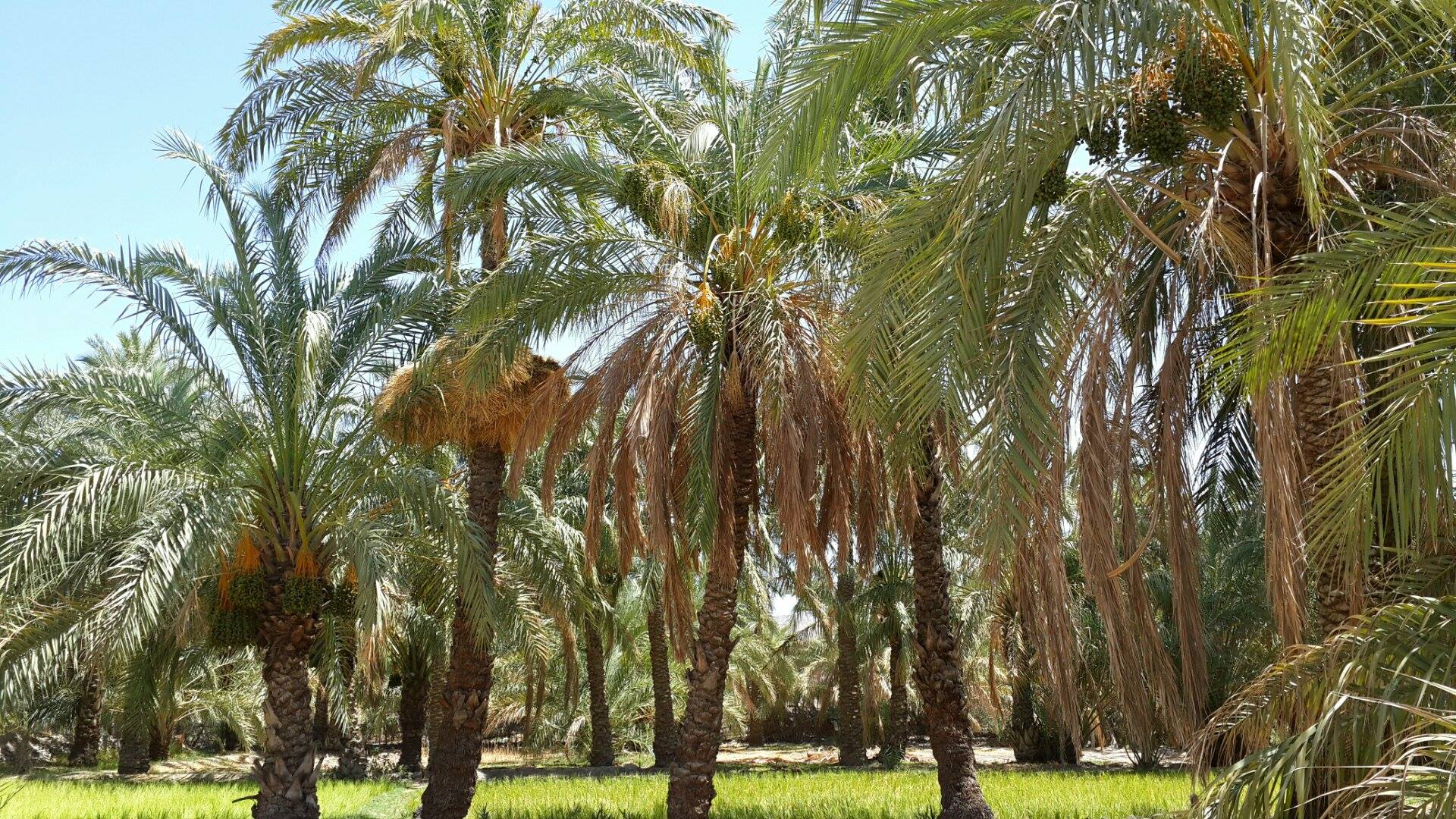
منظرهٔ نخلستان کوپچ
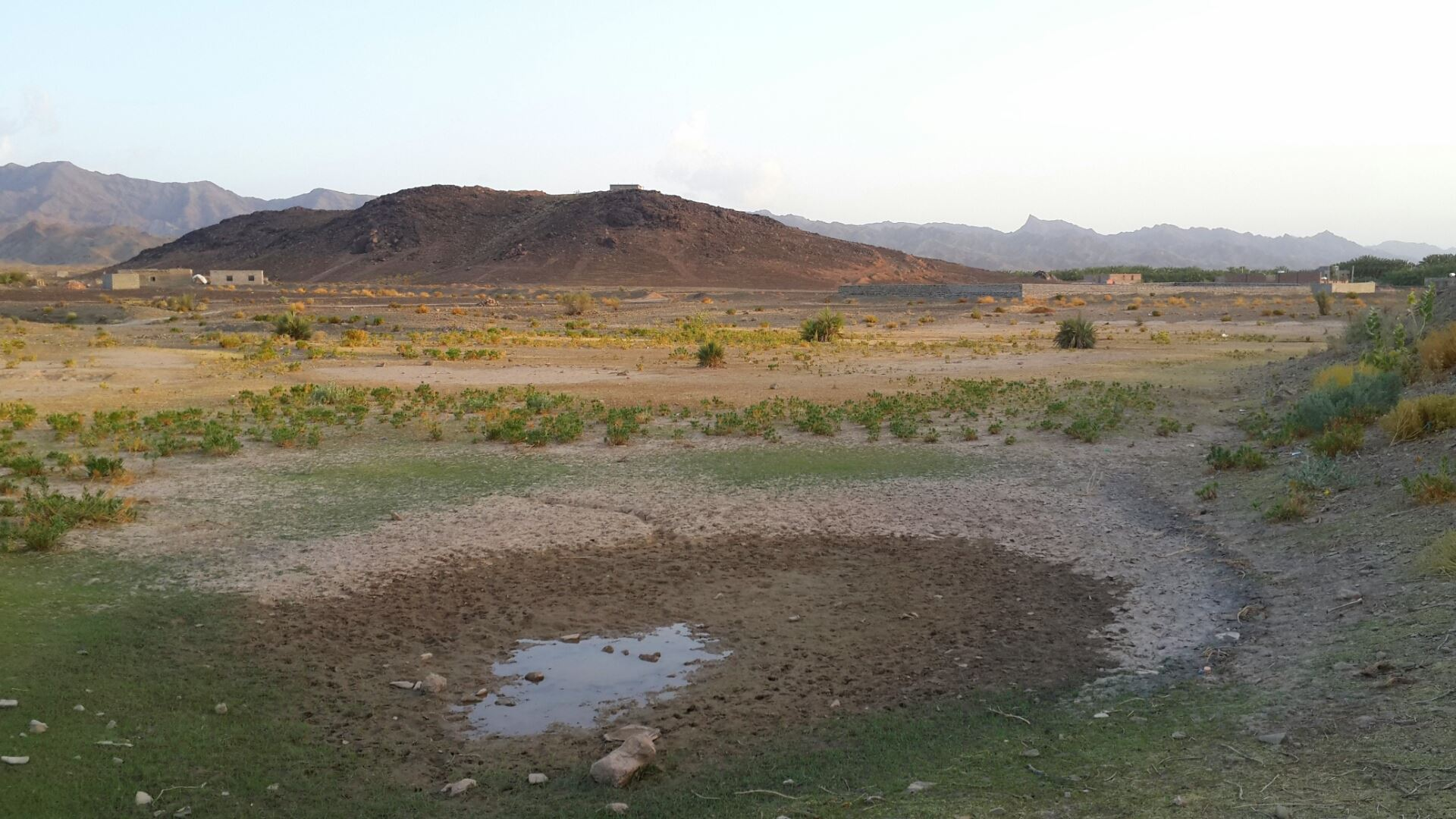
منظرهٔ نگیزی
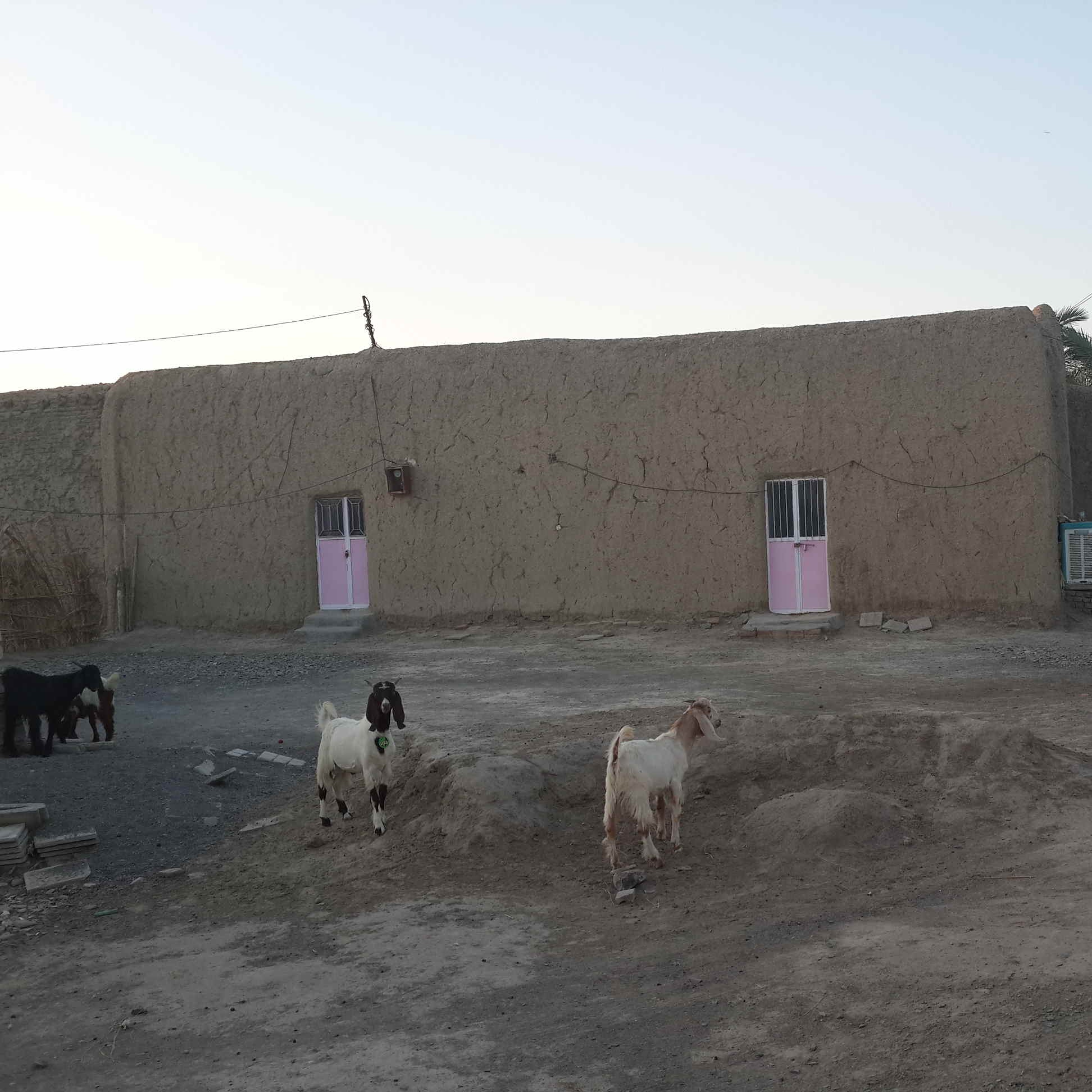
منظرهٔ خانه خشت گلی
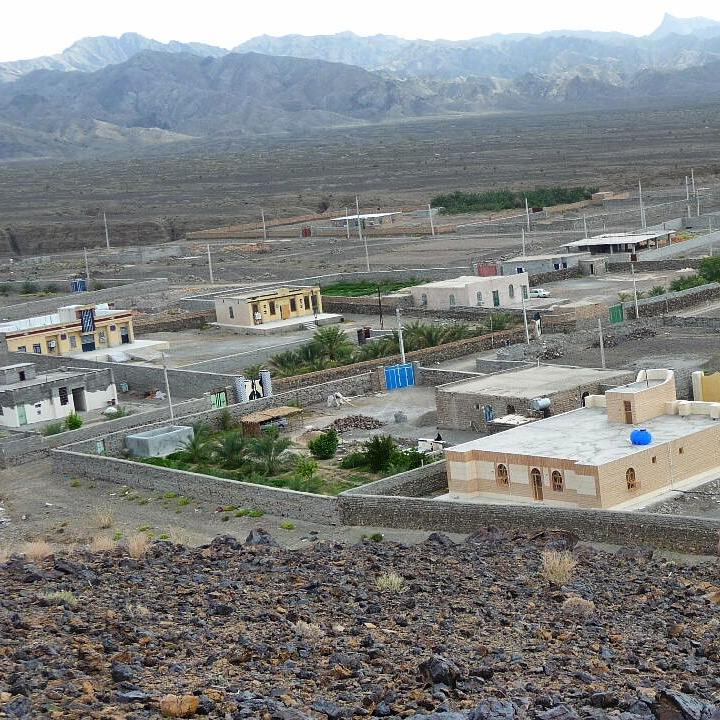
منظرهٔ زیبای کوپچ از روی کوه